# Backfish
Backfish  var ett Indiepop/popband från Skellefteå. 
Backfish bildades i slutet av 1993 som Backfisch Blue av Katherine Bergström, Anna Wallmark, gitarristen Linda Åkerlund och hennes tvillingsyster Nina Åkerlund på trummor. Samtliga medlemmar var då 17 år gamla och hade mötts på en musiklektion samma höst. De hade sett filmen om the Doors och hade ett mål: att inte spela covers. Så småningom fick de en replokal på den kommunala fritidsgården Söder på Anderstorp i Skellefteå. 
Man förkortade nu namnet till Backfisch (som är tyska för flicksnärta) och hade två skivbolag som var intresserade. Ungefär samtidigt som man valde A West Side Fabrication lämnade systrarna Åkerlund bandet för att ersättas av David Johansson (nu Åkerlund) och Elin Bohlin. Snart amerikaniserades stavningen till Backfish.
Första demon spelades in i slutet på 1994, och de hade också börjat få spelningar, bland annat som förband åt The Wannadies och 22 Pistepirkko. Under 1997 släpptes debutalbumet It's Emily's, följt av singeln Add It/Disco. Albumet producerades av Ken Stringfellow, frontman i The Posies, vilken Anna Wallmark mötte på en konsert i Stockholm och gav en demo. Han gillade den så mycket att han någon vecka senare sände ett vykort från Seattle och i november 1996 anlände till Skellefteå för att producera albumet på Rumble Road Studios. Backfish spelade ett antal gånger på Trästockfestivalen, bland annat 1996 och på festivalens 15-årsjubileum 2006.
Efter debutalbumet och två singlar nästa år lades bandet ner och medlemmarna gick vidare. Katherine Bergström släppte hösten 2002 ett kritikerrosat album under namnet The Wilson Hospital. Bandet spelades mycket i radio. Under 2006 släpptes hennes första album som soloartist under namnet Katie Goes to Tokyo.

## Medlemmar
- Kathrine Bergström - sång
- Anna Wallmark - bas
- Elin Bohlin - gitarr (från cirka 1995)
- David Johansson (Åkerlund) - trummor (från cirka 1995)
- Linda Åkerlund - gitarr (från start till cirka 1995)
- Nina Åkerlund  - trummor (från start till cirka 1995)

## Diskografi
- 1997 – Everyone + Bless You (singel, 1997) WeCD 137
- 1997 – It's Emily (musikalbum, 1997) WeCD 138
- 1998 – Fashion Mania (singel, 1998) WeCD 144
- 1998 – How To Be a Friend (singel, 1998) WeCD 152